# TRIP-Stahl
TRIP-Stähle (engl. TRansformation Induced Plasticity, dt.: »umwandlungsbewirkte Plastizität«) sind
moderne, besonders hochfeste Stahllegierungen.

## Geschichte
Bereits 1927 wurde erstmals in einem Stahl mit metastabilem austenitischen Gefüge bei −40 °C durch Umwandlung Martensit ausgeschieden, was zu Festigkeits- und Dehnungssteigerungen führte. Da diese auf Nickel basierenden Stähle aus verschiedenen Gründen für Anwendungen nicht geeignet waren, entstand 1990 die Idee, einen Stahl mit ferritischer Matrix zu wählen.

## Verwendung
TRIP-Stähle weisen im Vergleich zu herkömmlichen Stahlsorten eine höhere Festigkeit bei gleichzeitig guter Dehnbarkeit auf. Sie ermöglichen dadurch die Herstellung leichterer Bauteile bei einer vorgegebenen erforderlichen Festigkeit und Dehnbarkeit. Diese Eigenschaften macht TRIP-Stähle besonders für die Automobilindustrie zu interessanten Werkstoffen, in welcher sie heute zunehmend Verwendung finden.

## TRIP-Effekt
Der TRIP-Effekt ist die besondere Martensitbildung bei Umformung. Dabei ist die spannungsinduzierte Martensitbildung von der verformungsinduzierten Martensitbildung abzugrenzen, da nur bei letzterer der TRIP-Effekt einsetzt. Dies bewirkt eine gleichzeitige Steigerung der Härte und Umformbarkeit bei plastischer Beanspruchung in der Produktherstellung oder -verwendung.
Die Ausprägung des Effekts wird hauptsächlich durch die kostengünstigen Legierungselemente Aluminium und Silizium beeinflusst. Zusätzlich können dabei wesentlich teurere Legierungselemente wie Nickel substituiert werden.
Die werkstoffeigene Streckgrenze liegt höher als bei vergleichbaren Stählen, da das zulegierte Silizium eine Mischkristallverfestigung ermöglicht. Sobald der plastische Bereich bei einer Umformung oder Verformung erreicht wird, beginnt sich der metastabile kohlenstoffreiche Austenit verformungsinduziert in Martensit umzuwandeln. Dadurch wird der TRIP-Stahl durch die plastische Verformung gezielt verfestigt.
Stärke bzw. Auftreten des TRIP-Effekts hängt stark von der Testtemperatur ab, was bei Einsatz von entsprechenden Stählen berücksichtigt werden muss.

## Legierungsbestandteile
TRIP-Stahl besteht hauptsächlich aus mehreren Phasen von Eisen-Kohlenstoff-Legierungen; im Wesentlichen aus Ferrit, karbidfreiem Bainit und 5–10 % metastabilem kohlenstoffreichen Restaustenit, der sich verformungsinduziert in Martensit umwandelt. Weiter sind typische Legierungszusätze für austenitische Stähle, die sogenannten Austenitbildner Nickel, Chrom (bei geringen Gehalten), Kobalt, Kohlenstoff, Mangan und Stickstoff, üblich.
Die Besonderheit bei TRIP-Stählen sind höhere Legierungszusätze von Silizium und Aluminium, deren Beimengung den sogenannten TRIP-Effekt beeinflusst bzw. steuerbar macht.

## Herstellung
Die gewünschte Stahllegierung wird zunächst auf die Rekristallisationstemperatur gebracht und dort eine gewisse Zeit lang belassen, um vorhandene Gitterfehler durch die Bildung neuer Keime und Kornwachstum zu entfernen. Es liegen im Gefüge Ferrit und Austenit vor.
Anschließend wird das geglühte Gefüge auf die TB Temperatur (B=Bainit) abgeschreckt, d. h., die Abkühlgeschwindigkeit muss über der kritischen sein, um diffusionsbedingte Phasenumwandlungen zu vermeiden. Im Gefüge bilden sich folgende Bestandteile aus:
- Ferrit
- karbidfreier Bainit (deswegen werden Silizium-Legierungen verwendet, die eine Karbidbildung verhindern)
- kohlenstoffreicher Austenit.

Zur Beruhigung wird das Gefüge eine Zeit lang auf der Temperatur TB gehalten, um anschließend auf Raumtemperatur abgeschreckt zu werden. Dabei bildet sich folgendes Gefüge aus:
- Ferrit
- karbidfreier Bainit
- metastabiler kohlenstoffreicher Austenit.

Es bildet sich bei Raumtemperatur kein Martensit, da die Martensitstarttemperatur bei hohen Kohlenstoffgehalten im Austenit unter dieser liegt.